# Sananduva
Sananduva es un municipio brasileño del estado de Rio Grande do Sul.
Se encuentra ubicado a una latitud de 27º56'59" Sur y una longitud de 51º48'24" Oeste, estando a una altitud de 636 metros sobre el nivel del mar. Su población estimada para el año 2004 era de 14.896 habitantes.
Ocupa una superficie de 505,12 km².
- Datos: Q1110228
- Multimedia: Sananduva / Q1110228